# SONGBOOK
『SONGBOOK』（ソングブック）は、2012年1月11日にエピックレコードジャパンから発売された、アンジェラ・アキのベスト・オブ・洋楽カバー・アルバム。

## 解説
- 同名を冠したNHK Eテレのテレビ番組『アンジェラ・アキのSONG BOOK in English』の放送に伴いリリースが決まった。
- 既発カバー10曲に加え、本作用に新規カバー2曲を収録。
- 既発10曲のうち7曲は本作用に新録音。
- DVD付初回盤[1]・通常盤[2]の2形態で発売。
- 双方の共通特典は「あなたも弾けるコード譜」全12曲分を封入。
- 初回盤DVDには過去ライブ映像「Honesty」・「We're All Alone」を収録。

## 収録曲
日本語訳詞：アンジェラ・アキ
編曲：河野伸/アンジェラ・アキ（4.5.6）　アンジェラ・アキ（特記以外）。
1. HONESTY
  - 作詞・作曲：ビリー・ジョエル
  - 日本語詞で新録音。
  - 初出は5thアルバム『WHITE』英語版。
  - 原曲はビリー・ジョエルによる。
2. Will You Dance?　
  - 作詞・作曲：ジャニス・イアン
  - 初出は1stシングル「HOME」。
  - 新録音。
  - 原曲はジャニス・イアンによる。
3. We're All Alone
  - 作詞・作曲：ボズ・スキャッグス
  - 初出はミニ・アルバム「ONE」。
  - 本作は3rdアルバム『ANSWER』新録テイクを収録。
  - 原曲はボズ・スキャッグスによる。
4. Material Girl
  - 作詞・作曲：Peter Brown、Robert Rans　
  - 新規カバー曲。
  - 原曲はマドンナによる。
5. True Colors
  - 作詞・作曲：トム・ケリー、ビリー・スタインバーグ
  - 新規カバー曲。
  - 原曲はシンディ・ローパーによる。
6. Without You
  - 作詞・作曲：ピート・ハム、トム・エヴァンス
  - 初出は10thシングル「輝く人」。
  - 新録音。
  - 原曲はバッドフィンガーによる。
7. Today
  - 作詞・作曲：William Patrick Corgan
  - 初出は2ndシングル「心の戦士」。
  - 新録音。
  - 原曲はスマッシング・パンプキンズによる。
8. Kiss From A Rose
  - 作詞・作曲：Samuel Sealhenri Ocumide
  - 初出は4thシングル「This Love」。
  - 新録音。
  - 原曲はシールによる。
9. A Song For You
  - 作詞・作曲：レオン・ラッセル
  - 初出はミニ・アルバム『ONE』。
  - 新録音。
  - 原曲はレオン・ラッセルによる。
10. Creep
  - 作詞・作曲：レディオヘッド、アルバート・ハモンド、マイク・ヘイゼルウッド
  - 初出は11thシングル「始まりのバラード/I Have a Dream」。
  - 原曲はレディオヘッドによる。
11. Still Fighting It
  - 作詞・作曲：ベン・フォールズ
  - 初出は8thシングル「手紙 〜拝啓 十五の君へ〜」。
  - 原曲はベン・フォールズによる。
12. It's So Hard To Say Goodbye To Yesterday
  - 作詞・作曲：Christine Yarian Perren、Frederick Perren
  - 初出は9thシングル「愛の季節」。
  - 新録音。
  - 原曲はBOYZ II MENによる。

### 初回限定盤DVD
1. NHK Eテレ「SONGBOOK」番組収録オフショット
2. 「Honesty」ライヴ映像
3. 「We're All Alone」ライヴ映像

## 演奏
- アンジェラ・アキ：All Piano, Vocals
- 河野伸：2nd Piano (#4.5.6)